# Frédéric Hainard
Pour les articles homonymes, voir Hainard.
Frédéric Hainard, né le 23 novembre 1975 et originaire des Bayards, une personnalité politique suisse membre du parti libéral-radical.

## Biographie
Il obtient une licence en droit de l’Université de Neuchâtel en 2000, puis un brevet d’avocat en 2003 et un diplôme postgrade en magistrature pénale (2006) et en droit de l'enfant (2015).
Actif comme avocat, il est ensuite engagé en 2004 comme adjoint au chef de la police judiciaire à 29 ans, il a été chargé de la mise en œuvre de la loi sur la prostitution, de la loi sur les violences conjugales et prend ensuite les fonctions d'officier de police judiciaire au sein de la police cantonale Neuchâteloise, dont il devient ensuite également porte-parole.
Dès 2005, il représente la Confédération Suisse auprès de l'Union européenne pour la négociation d’adhésion de son pays aux accords de Schengen-Dublin.
Il et est élu à 32 ans procureur fédéral chargé de la criminalité organisée au sein du Ministère Public de la Confédération, à Lausanne où il dirige des enquêtes en relation avec le trafic international de stupéfiants en Amérique du Sud, en Afrique et en Europe de l'Est.
À la suite d'une violation des règlements relatifs aux commissions rogatoires lors d'une enquête conduite en Uruguay en février 2009. Il est accusé d'avoir mené une audition dans les locaux de l'ambassade de Suisse à Montevideo sans autorisation et sans en informer les autorités uruguayennes. Il emmène avec lui une femme qu’il présente comme traductrice, qu’il désignera plus tard comme «greffière ad hoc», ancienne femme de ménage, il s'agit en réalité de sa maîtresse qu’il fera engager à l’administration cantonale dans des circonstances obscures lorsqu’il sera devenu ministre. Il sera reconnu coupable d’abus d’autorité et démissionnera de son poste de ministre en 2010.
Depuis le 1er décembre 2010, il est à la tête d'une étude d'avocat spécialisée en droit pénal et en droit de protection de l'enfant.
Il est divorcé et père de deux enfants.

## Carrière politique
Frédéric Hainard siège à la commission scolaire de La Chaux-de-Fonds de 1996 à 2009. Il est conseiller général à La Chaux-de-Fonds de 2001 à 2004 et de 2008 à 2009 — ayant cessé toute activité politique alors qu'il exerçait une fonction dirigeante à la police judiciaire — il a été réélu en 2008 peu après avoir pris sa fonction de Procureur fédéral à Lausanne, chargé de la criminalité organisée (stups). Il a été membre de la commission financière de La Chaux-de-Fonds de 2008 à 2009.
Il démissionne de sa fonction de procureur et de ses charges d'élu communal après avoir été élu au Conseil d'État du canton de Neuchâtel le 26 avril 2009 où il prend la direction du département de l’Économie, des migrations, et de l'agriculture jusqu'au 31 octobre 2010, date de sa démission présentée après avoir été mis en cause pour ses méthodes de travail et à la suite d'abus d'autorité, faits confirmés par un rapport de la Commission d'enquête parlementaire en avril 2011.
Il est à nouveau élu au Conseil général de la Chaux-de-Fonds en mai 2012 après avoir créé son propre parti, le NPL (Nouveau parti Libéral).
Le 6 juin 2016, il quitte définitivement la vie politique après vingt ans d'activités.